# Pronophaea natalica
Espèce
Pronophaea natalica est une espèce d'araignées aranéomorphes de la famille des Corinnidae.

## Distribution
Cette espèce est endémique d'Afrique du Sud.

## Description
La femelle holotype mesure 7 mm.

## Étymologie
Son nom d'espèce lui a été donné en référence au lieu de sa découverte, le Natal.

## Publication originale
- Simon, 1897 : Description d'arachnides nouveaux. Annales de la société entomologique de Belgique, vol. 41, p. 8-17 (texte intégral).